# 오비츠 가족
오비츠 가족(Ovitz family)은 루마니아 태생의 유대인 음악가이자 연기자 가족이었다. 제2차 세계 대전 당시 아우슈비츠 강제 수용소에 수감되었었다. 가족 중 7명은 난쟁이었다.
아우슈비츠 강제 수용소에 수감되었던 가족들 중 모든 가족원이 살아남은 유일한 가족이다. 죽음의 천사라는 별명을 가진 요제프 멩겔레 박사는 오비츠 일가에 갖가지 인체실험을 행했다. 골수, 혈액, 모발 등을 채취해 유전 질환의 증표를 찾으려 했고, 눈에 화학 약품을 넣어 장님으로 만들기도 했다. 조숙아로 태어났던 당시 18세 신숀 오비츠는 가장 고통스러운 시련을 겪었다. 오비츠 일가의 증언에 따르면 생체실험에 동원된 난쟁이들은 그들 가족 말고도 더 있었고, 그 가운데 두 명이 살해되었다.
1945년 1월 27일 수용소가 해방된 뒤에 7개월을 걸어 고향으로 돌아갔지만 이미 폐허가 된 뒤였다. 그 후, 이스라엘에 정착해 순회공연을 하다 1955년 무대에서 은퇴하였다.